# Dogmática jurídica
La dogmática jurídica es una disciplina perteneciente al derecho, cuyo método se basa en la de complejos sistemas de carácter formal, compuestos por dogmas jurídicos o tipos. Tales dogmas han de extraerse del contenido de las normas jurídicas positivas, utilizando la abstracción, y siguiendo una serie de operaciones lógicas que otorgan a la dogmática jurídica un carácter eminentemente sistemático.

## Dogmas
En contraposición al método exegético, en el que la interpretación de la norma se sustenta en el sentido de las palabras reflejadas en el derecho positivo, el método dogmático se atiene a los principios doctrinales como medio principal para interpretar el sentido de la norma jurídica.
Estudia el contenido normativo de las leyes, de todo un sistema jurídico o de sectores concretos de cada sistema jurídico y la fuerza socialmente organizada con el derecho dogmático son dos normas jurídicas. Además  este modelo se basa  fundamentalmente  con las fuentes formales que integran el ordenamiento jurídico, vale decir con las siguientes fuentes:
La ley: Constituye, en la mayoría de los ordenamientos jurídicos modernos, fuente primordial y directa del derecho. Nuestro legislador ha adoptado una posición radical al respecto, ya que no sólo establece el principio de la primacía de la ley (arts. 1 y 2 del CC), sino que no admite otras fuentes formales directas distintas a ella. Efectivamente, conforme al artículo 4 del CC, el silencio de la ley se suple, en primer término, con otras disposiciones de la misma ley y si aún hubiere dudas, se aplicarán los principios generales del derecho, los cuales deben ser inferidos de la propia ley. En atención a que la ley es la única fuente formal directa de derecho en nuestro ordenamiento jurídico.
La analogía: Es un principio de interpretación del derecho. Se sustenta en la semejanza que debe existir entre el caso previsto y el no previsto, evitando así la diferencia radical entre ambos. Es un método o instrumento para la interpretación jurídica que se corresponde fundamentalmente con la tarea de los jueces (y no tanto con la tarea de los legisladores). Así, las lagunas de la ley deben ser colmadas, a través de la tarea jurisdiccional, a partir del principio que reza "donde hay la misma razón legal debe existir igual disposición de derecho.
La analogía jurídica - integración de la ley: Es una operación llevada a cabo por los intérpretes o agentes del derecho, es un método desintegración jurídica mediante el cual se atribuye a un caso o a una materia que no encuentra una reglamentación expresa en el ordenamiento jurídico, la misma disciplina prevista para un caso y para una materia similar. La analogía jurídica presenta un doble papel en la interpretación de la ley.
Los principios generales del derecho: Son los enunciados normativos  más generales que, a pesar de no haber sido integrados formalmente al ordenamiento jurídico vigente, se entiende que son parte de él, porque sirven de fundamento a otros enunciados normativos particulares, o bien recogen de manera abstracta el contenido de un grupo de ellos. Son conceptos o proposiciones de naturaleza axiológica o técnica que informan la estructura, la forma de operación y el contenido mismo de las normas, grupos normativos, conjuntos normativos y del propio derecho como totalidad. Estos principios son utilizados por los jueces, los  legisladores, los creadores de  doctrina y por los juristas en general, sea para integrar lagunas legales o para interpretar normas jurídicas cuya aplicación resulta dudosa. 

## Práctica

### Constitución de Venezuela
Parte dogmática en la constitución de Venezuela:
En la Constitución venezolana la parte dogmática está constituida por los Principios Fundamentales que determinan la configuración política y territorial del Estado venezolano, así como por la enumeración y regulación de los Derechos Fundamentales, sus garantías y los deberes. Por otro lado se incluyen los principios rectores de la política social y económica. De esta manera, la parte dogmática se compone de:
Título I, Principios Fundamentales (artículos 1 a 19)
Título II, Del Territorio, demás Espacios Geográficos y la División Política
Capítulo I, Del Territorio y demás Espacios Geográficos (artículos 10 a 15)
Capítulo II, De la División Política (artículos 16 a 18)
Título III, De los Deberes, Derechos Humanos y Garantías
Capítulo I, Disposiciones Generales (artículos 19 a 31)
Capítulo II, De la Nacionalidad y de la Ciudadanía
Sección Primera, De la Nacionalidad (artículos 32 a 38)
Sección Segunda, De la Ciudadanía (artículos 39 a 42)
Capítulo III, De los Derechos Civiles (artículos 43 a 61)
Capítulo IV, De los Derechos Políticos y del Referendo Popular
Sección Primera, De los Derechos Políticos (artículos 62 a 70)
Sección Segunda, Del Referendo Popular (artículos 71 a 74)
Capítulo V, De los Derechos Sociales y de las Familias (artículos 75 a 97)
Capítulo VI, De los Derechos Culturales y Educativos (artículos 98 a 111)
Capítulo VII, De los Derechos Económicos (artículos 112 a 118)
Capítulo VIII, De los Derechos de los Pueblos Indígenas (artículos 119 a 126)
Capítulo IX, De los Derechos Ambientales (artículos 127 a 129)
Capítulo X, De los Deberes (artículos 130 a 135).